# Charles Paulet (1er duc de Bolton)
Charles Paulet, 1er duc de Bolton (environ 1630  – 27 février 1699) est un noble anglais, fils de John Paulet (5e marquis de Winchester), et de sa première femme, Jane Savage .

## Carrière

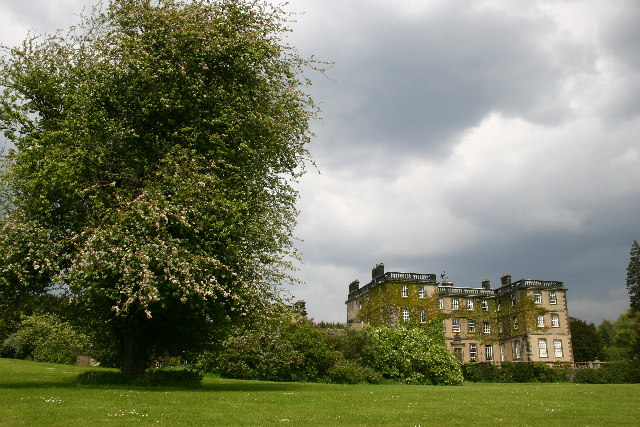
Bolton Hall, North Yorkshire, reconstruit après un incendie en 1902

Il succède à son père en tant que sixième marquis de Winchester en 1675. Il est député de Winchester en 1660, puis de Hampshire de 1661 au 5 mars 1675 . Avant de devenir marquis, il est appelé Lord St John.
Il est juge de paix du Hampshire en juillet 1660 puis du Yorkshire et du Surrey, Middlesex et Westminster, Lord Lieutenant de Hampshire de 1667 à 1676 et de 1689 à 1699, gardien de la New Forest de 1668 à 1676 puis de 1689 à 1699, Custos rotulorum de Hampshire de 1670 à 1676 puis de 1689 à 1699, gardien de la loge du roi, Petersham. Il est nommé conseiller privé le 22 avril 1679 et est colonel d'infanterie de 1689 à 1698.
Après avoir soutenu la revendication de Guillaume III d'Orange-Nassau et de Mary au trône anglais en 1688, il est restauré au Conseil privé et au poste de Lord Lieutenant du Hampshire, et est créé duc de Bolton le 9 avril 1689 . Il construit Bolton Hall, North Yorkshire en 1678.

## Personnage
Homme excentrique, hostile à Lord Halifax puis au duc de Marlborough, il aurait voyagé en 1687 avec quatre entraîneurs et 100 cavaliers, dormant la journée et se divertissant la nuit. Son adhésion à l'Église anglicane à l'âge adulte est décrite comme un coup dur porté à la communauté catholique romaine : son père (avec qui sa relation n'a jamais été bonne) a professé ouvertement la religion catholique et a utilisé sa richesse et son influence pour protéger les catholiques du Hampshire.
En 1666, il se cache brièvement après avoir été impliqué dans une dispute publique à Westminster Hall avec Sir Andrew Henley, 1er baronnet. Ils se sont battus à la vue de la Cour des plaids communs et se sont rendus coupables d'outrage. Les deux hommes ont reçu une grâce royale. Paulet, qui a admis avoir porté le premier coup, a expliqué qu'il était "passionné" à l'époque. La cause précise de la querelle est inconnue. Samuel Pepys, qui a consigné l'incident dans le grand journal, a fait remarquer qu'il était dommage que Henley ait riposté, car sinon les juges auraient pu traiter avec Paulet, pour lequel Pepys avait une opinion médiocre, comme il le méritait. Malgré ses défauts, son charme et son affabilité lui ont créé de nombreux amis.

## Mariage et descendance
Charles Paulet se marie deux fois :
Il épouse le 28 février 1652, Christian (13 décembre 1633 - 22 mai 1653), fille de John Frescheville (1er baron Frescheville) (en) de Staveley, Derbyshire et Sarah Harrington, et par elle a un fils: 
- Inconnu Paulet, né en mai 1653, décédé en mai 1653

Elle décédée le 22 mai 1653 en couches et est enterrée avec son bébé à Staveley, Derbyshire. 
Il épouse en secondes noces, le 12 février 1655, à St. Dionis Backchurch, Londres, Mary, la fille illégitime d’Emanuel Scrope (1er comte de Sunderland), veuve de Henry Carey, Lord Leppington, et par elle, z :  
- Jane Paulet, vers 1656–23 mai 1716, mariée le 2 avril 1673 à John Egerton (3e comte de Bridgewater)
- Mary Paulet
- Charles Paulet (2e duc de Bolton), 1661-1722
- William Paulet

Mary, Lady Paulet est décédée le 12 novembre 1680 à Moulins, dans l’Allier, en France, et est enterrée le 12 novembre 1680 à Wensley, dans le Yorkshire .
Charles Paulet meurt subitement à Amport le 27 février 1699, à l'âge de 68 ans. Il est enterré le 23 mars à Basing, dans le Hampshire  .